# Trigoria
Trigoria è una frazione di Roma Capitale (zona "O" 46), situata in zona Z. XXVI Castel di Decima, nel territorio del Municipio Roma IX. 
È nota al pubblico per essere la sede del centro sportivo Fulvio Bernardini, luogo di allenamento dell'AS Roma, per ospitare le partite casalinghe della Roma Primavera, e per essere la sede dell'Università Campus Bio-Medico.

## Geografia fisica

### Territorio
Si trova nell'area sud del comune, esternamente al Grande Raccordo Anulare, al dodicesimo chilometro della via Laurentina.
Immersa nell'agro romano, affacciandosi sulla Valle di Malafede, la zona è caratterizzata da quote di origine vulcanica (per via delle eruzioni del Vulcano Laziale, databili tra 700.000 e 300.000 anni fa), e dalla presenza di molte marrane di origine fluviale e lacustre (Fosso di Perna, Fosso della Selcetta, Fosso di Trigoria, Fosso della Torretta, Fosso dello Schizzanello), la cui maggior parte affluenti del più grande Fosso di Malafede, a sua volta affluente a sinistra del Tevere.

## Storia

### Toponimo
L'origine del nome, secondo Antonio Nibby e Giovanni Battista de Rossi, deriverebbe da trìcora (dal tardo latino trichōrus, a sua volta dal greco τρίχωρος, composto da τρι- «tre» e χῶρος «spazio, luogo») per la presenza di un antico edificio di culto cristiano. Più tardi, invece, Giuseppe Tomassetti ipotizzò che il nome deriverebbe da tre rivi, («tre fiumi») in riferimento ai numerosi affluenti del Fosso di Malafede.

### Età antica e medievale
Nella zona si attesta la presenza dell'uomo già a partire dalla preistoria, grazie al ritrovamento di tombe e ceramiche risalenti alla fine dell'età del bronzo. 
Thomas Ashby e Rodolfo Lanciani concordarono che il tratto dell'attuale via di Trigoria fosse in realtà il continuo dell'antica via Laurentina, che collegava Roma alle anche città di Laurentum e Lavinium. Da qui la presenza di alcune villae nella zona, tanto che Lanciani, durante il suo sopralluogo nel 1900, sostiene ancora di osservarne i resti.
Durante il medioevo vengono costruite nella zona alcune torri, tra cui la Torre di Perna (XI sececolo circa), la Torre di Pinzarone e la Torre di Selce (quest'ultime andate entrambe perse), lasciando in eredità il nome ai fondi per i secoli successivi.

### Età moderna
Il fondo compare per la prima volta, con il nome di Treoria, nella mappa di Eufrosino della Volpaia del 1547, dove viene disegnata una torre addossata a un piccolo casale, rintracciabile oggi nel Casale di Trigoria Alta. 
Dalla prima metà del XV secolo, la tenuta con il casale appartenevano al portoghese Antonio Martini de Chaves, creato cardinale da papa Eugenio IV il 18 dicembre 1439. Nello stesso anno della nomina, il cardinale donò la tenuta con il casale alla basilica di San Giovanni in Laterano. Il fondo compare anche nel Catasto alessandrino del 1660 e nuovamente in una mappa del 1692 di tale Giovan Battista Cingolani.

### Età contemporanea
Nel 1870 il fondo viene confiscato dal nuovo Regno italiano ai canonici di San Giovanni in Laterano passando per vari proprietari, fino alla famiglia De Amicis nel 1910. 
Durante la Seconda guerra mondiale il territorio venne fortificato, come dimostrano la presenza di bunker nelle località di Romanello e Tor de' Cenci.
Negli anni '50 il fondo venne lottizzato e a partire dagli anni '60 iniziarono ad arrivare immigrati, braccianti e operai, da ogni regione italiana, dando vita all'attuale quartiere. Dal 1975, Trigoria rientra, tramite il Piano Risanamento Borgate, nella cosiddetta perimetrazione delle zone "O" (46) per via dell'elevato abusivismo edilizio degli anni '60 e '70. Con il Piano Regolatore del 1985 viene data la concessione per la realizzazione delle aree "167" (corrispondenti a via Giuffré e via Mondadori). Nel 1989 iniziano i lavori per la costruzione per il Centro Parrocchiale.

## Luoghi di interesse
- Centro sportivo Fulvio Bernardini (Piazzale Dino Viola), centro sportivo e sociale dell'Associazione Sportiva Roma[14].
- Università Campus Bio-Medico di Roma (Via Alvaro del Portillo), università non statale con sede a Roma[15].
- Chiesa di Santa Maria Assunta e San Michele Arcangelo (Via Ettore Janni), costruita nel 1983.
- Riserva naturale di Decima-Malafede (Via Valle di Perna), area naturale protetta istituita nel 1997[16]

- Torre di Perna (Via Valle di Perna), costruita nell'XI secolo e dove oggi ha sede la Casa del Parco della Riserva naturale di Decima-Malafede e la sede operativa dei Guardiaparco di RomaNatura.